# Carezza
Carezza je planinsko jezero koje se nalazi u Dolomitima u Južnom Tirolu u Italiji.

## Vanjske poveznice
|  | Zajednički poslužitelj ima još gradiva o temi Carezza |